# Lendit
Le lendit (ou les lendits) est une fête de la jeunesse sportive qui débute dans les années 1880 en France.

## Histoire

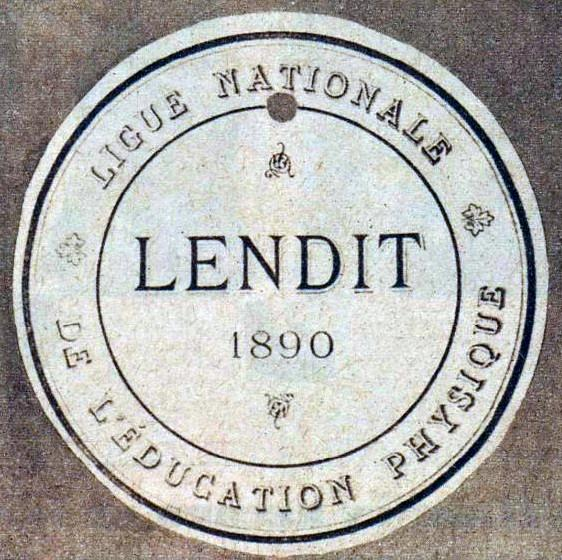
Carte de concurrent du lendit.

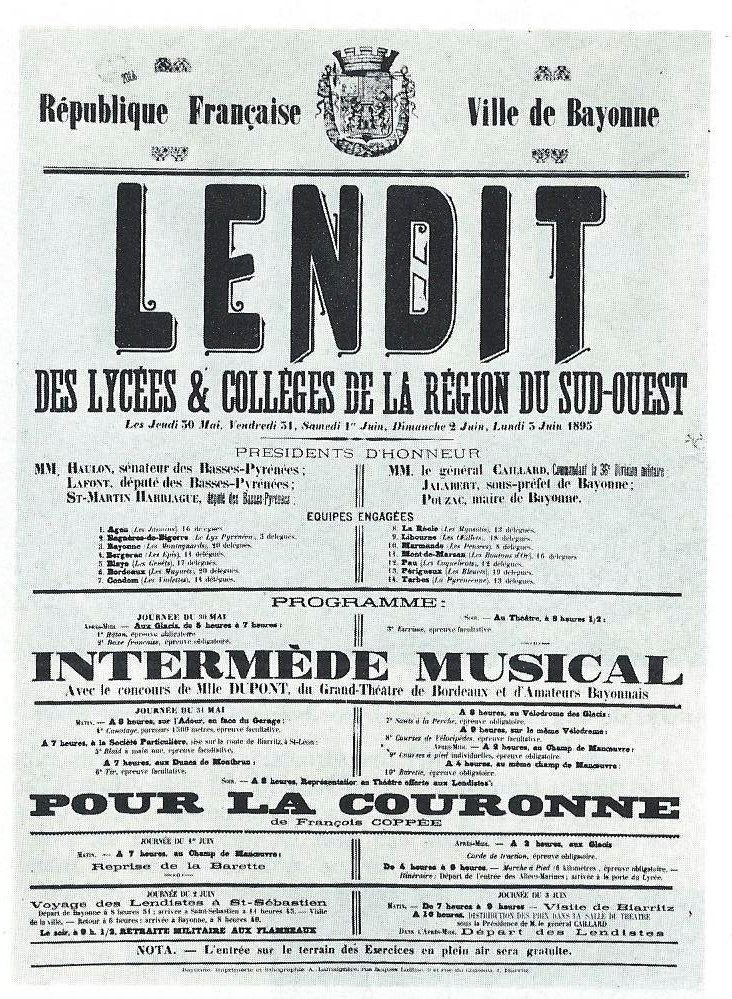
Affiche du Lendit à Bayonne.

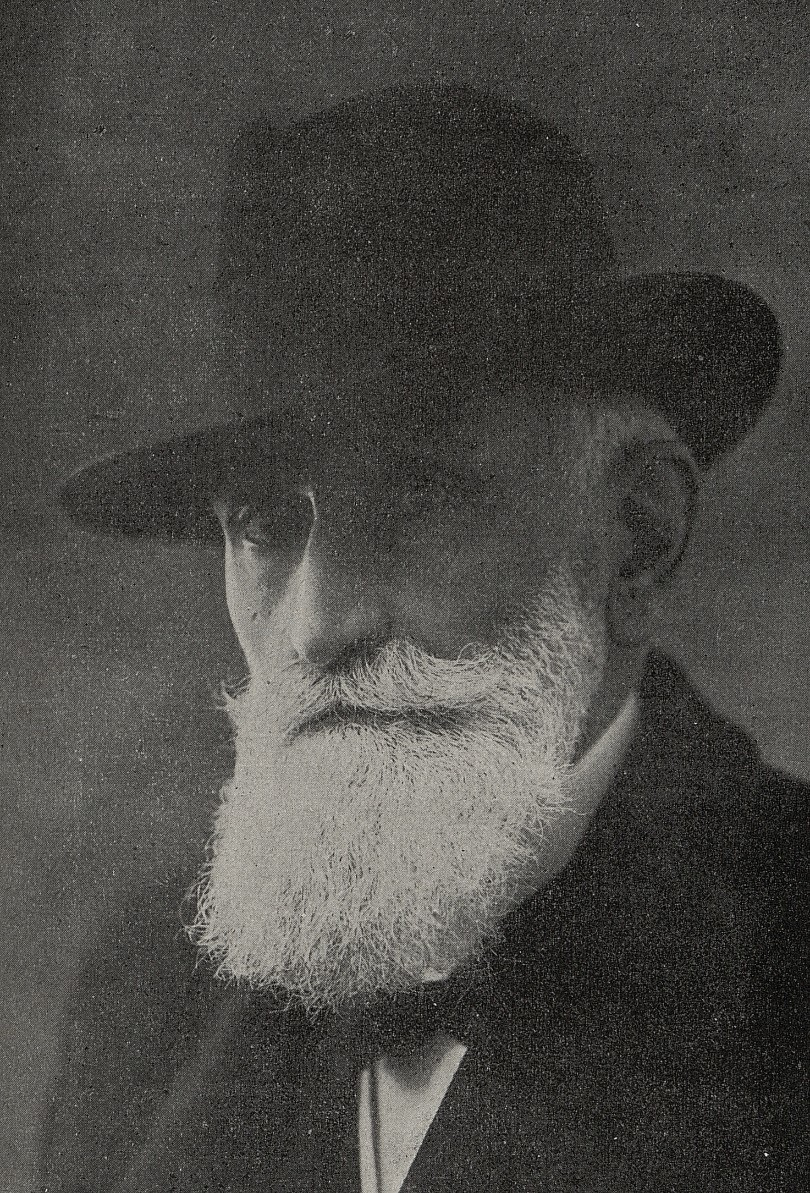
Docteur Philippe Tissié fondateur du lendit.

### Origine
Le mot lendit est utilisé au Moyen Âge, pour désigner cette foire du Lendit de Saint-Denis, au nord de Paris, où les écoliers se rendent en juin pour faire provision de parchemin et se livrer à des jeux.
Vers 1880, le Dr Philippe Tissié, président de la Ligue girondine éducation physique (LGEP), reprend ce mot pour l'appliquer à des joutes scolaires où se mesurent les équipes des lycées et collèges de l'académie de Bordeaux. En redécouvrant les jeux olympiques de la Grèce antique, dans un article publié par le journal Le Temps, en 1888, et quatre ans avant Coubertin, Paschal Grousset entend organiser, dès 1889, de grandes rencontres sportives de la jeunesse qu'il appelle "lendit" reprenant l'expression qu'employera  Tissié. Il s'agit pour lui de compétitions scolaires avec 12 concours tels que la course à pied, l’escrime, le bicycle et la paume et avec deux classements : individuel et entre écoles.
Ce n'est qu'après la Seconde Guerre mondiale, que le lendit prend la forme d'épreuves de masse mises en valeur par les fêtes de la jeunesse ou des écoles publiques. Le lendit USEP possède de nombreuses vertus pédagogiques référence ? : coopération entre les élèves, implication de toute la classe, respect de l'effort, collaboration entre enseignants, etc. Le lendit est la traduction d'un travail éducatif en éducation physique effectué dans les classes participantes.

### Les années 1940
Dès 1948, la première commission technique de l'USEP rédige un règlement sur le lendit.
Il s'adresse à trois catégories d’âge distinctes : 9-10 ans, 11-12 ans et 13-14 ans.
L'épreuve principale est la leçon d'éducation physique imposée, qui comporte des exercices de gymnastique corrective de maintien pour toute la classe, effectués le jour du concours sous la conduite d'un moniteur général qui commande toutes les classes.
À cette leçon d'éducation physique imposée sont associées :
- des épreuves individuelles (course, saut en hauteur et en longueur, lancer d’adresse) ;
- des épreuves collectives constituées par un relais de 6 × 50 m couru par des équipes de six, avec pour chacune deux coureurs de chaque catégorie d’âge.

Ces lendits sont notés (la leçon sur 60, les épreuves individuelles sur 40 et les épreuves collectives sur 20). En outre, une note de 0 à 40 points est attribuée à la tenue et la discipline».
Pour le classement, trois catégories sont prévues :
- écoles de garçons ;
- écoles de filles ;
- écoles mixtes et géminées.

### Les années 1950 à 1970
La leçon du lendit, d'abord exécutée à mains nues en regardant l'adulte ou le grand monté sur une estrade pour donner le rythme et assurer une coordination parfaite entre les gestes et la musique Référence ? Peu clair, évolue vers une forme de gymnastique corporelle avec objets, d'abord avec les bâtons (des manches à balais dans les campagnes, puis les cerceaux et les balles lestées, avant d'avoir recours aux cordelettes, puis enfin aux rubans qui accompagnent les dernières années de ces mouvements d'ensemble.

### Les années 1980
En octobre 1983, la commission nationale chargée de l'élaboration de ces programmes est amenée à faire le point sur le lendit USEP à la suite d'articles faisant état d'une désaffection pour une activité qui avait donné à l'USEP ses lettres de noblesse. Elle réaffirme alors sa détermination à continuer de doter les animateurs des moyens propres à la poursuite d'une action sans faiblesse : celui de la qualité à partir d'une pédagogie du bonheur vers un homme de devoir. Référence? Non neutre, perpétuer la tradition du lendit devint peu à peu un combat d'arrière-garde, une volonté de s'accrocher à une époque révolue. L'Ariège organise, dans le cadre des fêtes du bicentenaire de la Révolution, un lendit révolutionnaire afin de prouver qu'il a encore un sens.

### De nos jours
Certains départements résistent à la disparition de leurs lendits. Mais, l'échelon national de l'USEP ne recense plus cette pratique.